# Хохлов, Алексей Алексеевич
Алексей Алексеевич Хохлов (род. 6 ноября 1957 в г. Иваново) — российский государственный и политический деятель. Глава города Иваново (2015—2016), депутат Государственной думы VII созыва. Член фракции «Единая Россия», член комитета Госдумы по обороне, член комиссии по правовому обеспечению развития организаций оборонно-промышленного комплекса Российской Федерации.

## Биография
Родился в Иванове. После окончания Ивановского энергетического институт им. В. И. Ленина Хохлов устроился на "Шуйском машиностроительном заводе имени М. В. Фрунзе. Некоторое время работал в Ивановском областном комитете ВЛКСМ.
С 1988 года — заместитель директора завода, а с 1993 года — генеральный директор «Шуйского машиностроительного завода». В 2000 году был назначен председателем правления некоммерческого партнерства «Шуйская машиностроительная компания». До 2015 года Хохлов являлся генеральным директором ООО «Инжиниринговый центр „НТТМ“».
Жена — Хохлова Любовь Вячеславовна, владелица ООО "Инжиниринговый Центр «Новые Текстильные Технологии и Машины».
С 1991 по 1993 гг. был депутатом Ивановского областного Совета народных депутатов. С 2000 по 2005 годы Хохлов являлся депутатом Законодательного Собрания Ивановской области третьего созыва от избирательного округа N18 «Восточный» города Шуи.
В думе Хохлов поддерживал Павла Конькова во время конфликта в Законодательном Собрании. В его результате он вышел из фракции «Единой России». Позднее Хохлов входил во фракцию партии «Родина». Параллельно он возглавлял её шуйское отделение.
В 2008 году был первой тройке кандидатов в Областную Думу от списка партии «Союз правых сил». По итогам выборов она не преодолела 4-процентный барьер и не прошла в думу.
Некоторое время занимал пост советника Губернатора Ивановской области. В марте 2015 года Алексей Хохлов подал документы на должность главы администрации Иванова. Его кандидатуру поддержал Губернатор Ивановской области Павел Коньков. 23 марта Хохлов был единогласно утвержден на этом посту депутатами Ивановской городской думы. После вступления в свою должность, Хохлов был избран Главой попечительского совета футбольного клуба «Текстильщик» (Иваново).
12 ноября 2015 года на заседании Ивановской областной думы были приняты законы, совмещающие должности Главы администрации и Главы города. 11 ноября Хохлов был избран Главой города Иваново сроком на 2,5 года.
18 сентября 2016 году победил на выборах в Государственную думу VII созыва по Ивановскому одномандатному избирательному округу № 91. 23 сентября 2016 года досрочно сложил полномочия Главы города Иваново. Был в должности 1,5 года.

## Законотворческая деятельность
С 2016 по 2019 год, в течение исполнения полномочий депутата Государственной Думы VII созыва, выступил соавтором 52 законодательных инициатив и поправок к проектам федеральных законов.